# 圣帕尔杜莱卡尔
圣帕尔杜莱卡尔（法語：Saint-Pardoux-les-Cards，法語發音：[sɛ̃ paʁdu le kaʁ]）是法国克勒兹省的一个市镇，属于欧比松区。

## 地理
圣帕尔杜莱卡尔（46°4'57"N, 2°7'13"E）面积24.76 平方千米，位于法国新阿基坦大区克勒兹省，该省份为法国中部省份，位于法國中央高原西北部，北起安德尔省和谢尔省，西接维埃纳省，南至科雷兹省，东临多姆山省，东北与阿列省接壤。
与圣帕尔杜莱卡尔接壤的市镇（或旧市镇、城区）包括：谢内拉耶、伊苏丹莱特里耶、拉瓦韦莱米讷、穆捷达安、圣迪济耶拉图尔、圣马夏尔勒蒙。
圣帕尔杜莱卡尔的时区为UTC+01:00、UTC+02:00（夏令时）。

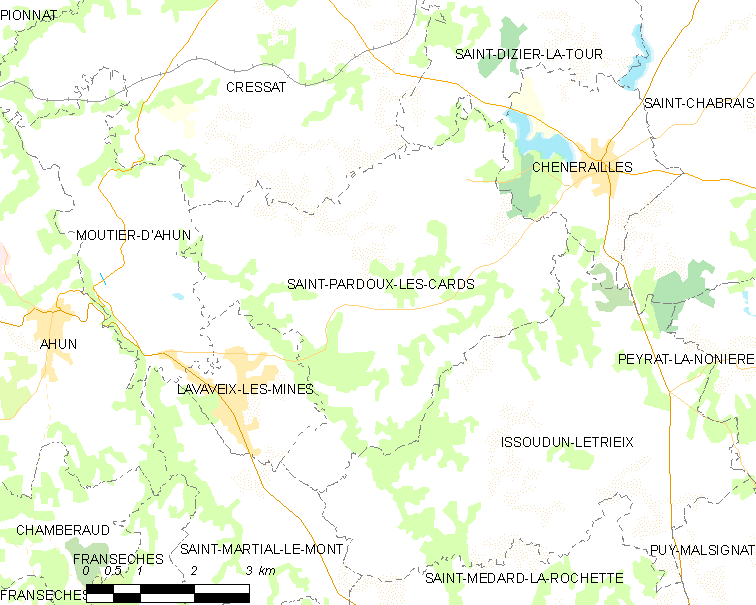
圣帕尔杜莱卡尔的OSM定位图

## 行政
圣帕尔杜莱卡尔的邮政编码为23150，INSEE市镇编码为23229。

## 政治
圣帕尔杜莱卡尔所属的省级选区为古宗县。

## 人口

1962-2008年间圣帕尔杜莱卡尔人口变化图示

圣帕尔杜莱卡尔于2022年1月1日时的人口数量为289人。